# Blyttia
Blyttia là chi thực vật có hoa trong họ Apocynaceae.